# غار قلعه دختر
اشکفت قلعه دختر مربوط به دوران فرادیرینه‌سنگی است و در شهرستان استهبان، بخش مرکزی، ۱/۸ کیلومتری شرق شهرایج، دامنه جنوبی کوه یال خری واقع شده و این اثر در تاریخ ۱۸ شهریور ۱۳۸۷ با شمارهٔ ثبت ۲۳۳۸۶ به‌عنوان یکی از آثار ملی ایران به ثبت رسیده است.